# 汶山郡
汶山郡（ぶんざん-ぐん）は、中国にかつて存在した郡。文山郡とも書かれた。漢代から隋代にかけて、現在の四川省北部に設置された。

## 概要
紀元前111年（元鼎6年）、漢の武帝が冉駹の首長を殺害し、その地に文山郡を立てた。紀元前67年（地節3年）、文山郡は廃止され、蜀郡に併合された。
後漢の末年、劉備が蜀を平定すると、蜀郡北部の地を汶山郡と改めて、陳震を汶山太守とした。
231年（建興9年）、蜀漢の馬忠が張嶷らを率いて汶山郡で反抗する羌を討った。
晋のとき、汶山郡は汶山・升遷・都安・広陽・興楽・平康・蠶陵・広柔の8県を管轄した。
南朝宋のとき、汶山郡は都安・晏官の2県を管轄した。
南朝斉のとき、汶山郡は都安・斉基・晏官の3県を管轄した。
北周のとき、汶州が置かれ、汶山郡は汶州に属した。
583年（開皇3年）、隋が郡制を廃すると、汶山郡は廃止されて、蜀州に編入された。まもなく会州と改められた。607年（大業3年）に州が廃止されて郡が置かれると、会州は汶山郡と改称された。汶山郡は汶山・北川・汶川・交川・通化・左封・平康・翼水・翼針・江源・通軌の11県を管轄した。
618年（武徳元年）、唐により汶山郡は会州と改められ、汶山郡の呼称は姿を消した。